# 赵超构

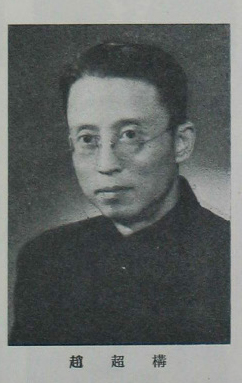

赵超构（1910年—1992年），笔名林放，男，浙江文成人，中国新闻编辑，社会活动家和杂文家。1946年创办《上海新民报》（晚刊），写有新闻性杂文万余篇。

## 生平
1910年5月4日出生于温州瑞安县大峃镇龙川村（今文成县大峃镇）。赵超构是宋太宗的41代裔孙。
赵超构1930年代进入报界工作，先后就职于《南京朝报》和《重庆新民报》（《新民晚报》前身）。这一期间写有大量时事评论，社会批评，杂文。较有代表性的有《可惊的贪污案统计》、《土匪的公道》、《人品的高下》、《抗租》、《定海大惨剧》、《六百人之死》揭露了那一时期的社会阴暗面。1944年访问延安，写有长篇通讯《延安一月》（类似斯诺的《西行漫记》）。1946年创刊的《上海新民报》，创刊伊始，赵超构以副总主笔的名义兼任总编辑。
1949年之后担任过新民晚报社社长，一至五届全国人大代表，六、七届全国政协委员、常委，上海市政协副主席。1953年加入中国民主同盟，担任过民盟中央参议会常委。在新闻领域担任过全国新闻工作者协会副主席，全国晚报工作者协会会长。在文化大革命中受到冲击。
1992年2月13日于上海逝世，享年82岁。